# Carmelo Lens
Carmelo Lens Frederiksen (Riberalta, Bolivia; 21 de enero de 1967) es un político, abogado boliviano y un ex catedrático universitario. Fue gobernador del departamento del Beni (Bolivia) desde marzo de 2013 hasta mayo de 2015.

## Biografía
Carmelo Lenz Fredericksen nació el 21 de enero de 1967 en Riberalta. Cursó sus estudios primarios en su ciudad natal y los secundarios en Cochabamba. Se graduó como abogado en la Universidad San Francisco Xavier en Sucre llegando a ser juez. Se desempeñó también como catedrático universitario en la Universidad Autónoma del Beni (UAB).

## Vida política
En abril de 2010 fue elegido subgobernador de la Provincia de Vaca Díez del departamento del Beni, cargo que ocupó hasta octubre de 2012, renunciando para habilitarse a la candidatura de gobernador por el partido político de Primero el Beni para las elecciones departamentales de Beni de 2013.
El 20 de enero de 2013, Carmelo Lens ganó las elecciones departamentales con el 52.2% (71.616 votos), frente a su principal candidata opositora Jessica Jordan del Movimiento al Socialismo, M.A.S - I.P.S.P que obtuvo el 44.3% (60.382 votos), convirtiéndose así en el gobernador del departamento del Beni y posesionándose como tal el 1 de marzo de 2013.
En noviembre de 2013, Lens denunció ante la prensa sobre el congelaminento de las cuentas bancarias de la gobernación que estuviera haciendo el gobierno de Evo Morales, calificandoló como una represalia política del gobierno a Lenz. En declaraciones públicas el gobernador del Beni dijo a la prensa: 

"Este bloqueo de cuentas, al pueblo beniano, es un regalo que nos da el presidente Evo Morales Ayma en la fiesta del 18 de noviembre, sabemos con absoluta seguridad que es una represalia política por la decisión que tomamos los benianos al declararlo enemigo del departamento por la disminución, conocemos todos, injusta de una representación parlamentaria"
Gobernador del Beni Carmelo Lenz, (15 de noviembre de 2013).

El 7 de febrero de 2014, Carmelo Lens es detenido por la Policía Boliviana en el Aeropuerto Teniente Jorge Henrich Arauz de la ciudad de Trinidad, cuando este partía en una avioneta rumbo a Riberalta con 219.000 Bs (31.400 dólares) que llevaba dentro de una mochila, monto que según el, llevaba para los damnificados de las inundaciones de Beni.
| Predecesor: Haisen Ribera Leigue | Gobernador del Departamento del Beni 1 de marzo de 2013 - 31 de mayo de 2015 | Sucesor: Alex Ferrier Abidan |